# Euphorbia enormis
Euphorbia enormis är en törelväxtart som beskrevs av Nicholas Edward Brown. Euphorbia enormis ingår i släktet törlar, och familjen törelväxter. Inga underarter finns listade i Catalogue of Life.